# Karl-Heinz Schröder (Fußballspieler)
Karl-Heinz Schröder (* 24. Juli 1919 in Nowawes; † 12. Oktober 2012) war ein deutscher Fußballspieler, der für verschiedene Babelsberger Mannschaften zwischen 1935 und 1957 Erstligafußball betrieb. 

## Sportliche Laufbahn
Mit acht Jahren begann Karl-Heinz Schröder beim SV Nowawes 03 seine Laufbahn als Fußballspieler. Als Torwart gehörte er ab 1935 zum Aufgebot der Nowawes-Männermannschaft, mit der er bis zum Abstieg 1938 in der Gauliga Berlin-Brandenburg spielte. 
Nach dem Ende des Zweiten Weltkriegs spielte er jeweils für kurze Zeit bei Holstein Kiel und dem VfR Mannheim, bis er 1947 nach Nowawes-Babelsberg zurückkehrte. Dort war der SV Nowawes bereits 1945 auf Geheiß der sowjetischen Besatzungsmacht aufgelöst worden, und an seine Stelle war die Sportgemeinschaft (SG) Babelsberg gegründet worden, der sich Schröder anschloss. Mit ihr wurde er 1948 Brandenburger Vize-Fußballmeister. Damit hatte sich die SG für die 1. Ostzonenmeisterschaft qualifiziert. Mit Schröder im Tor schieden die Babelsberger aber schon zu Beginn im Ausscheidungsspiel gegen die SG Meerane mit 0:1 aus. 1949 gewann die SG Babelsberg mit Schröder die Brandenburger Meisterschaft, schied aber in der 2. Ostzonenmeisterschaft in ihrem ersten Spiel mit 1:3 wieder gegen Meerane aus. 
Als Landesmeister hatten sich die Babelsberger aber für die Teilnahme an der neu gegründeten Fußball-Liga des Deutschen Sportausschusses qualifiziert. Beim Start in die erste Saison der nun höchsten Fußballspielklasse der Ostzone, die später unter der Bezeichnung DDR-Oberliga veranstaltet wurde, und in der die SG nun als Betriebssportgemeinschaft (BSG) Märkische Volksstimme (später BSG Rotation) antrat, wurde Karl-Heinz Schröder als Torwart Nummer eins gemeldet. Diesen Status verteidigte er bis 1954, indem er von den 156 in fünf Spielzeiten ausgetragenen Oberligaspielen 129 Begegnungen bestritt. Nachdem Schröder schon in der Saison 1953/54 bereits mehrere Ausfälle zu verzeichnen hatte, erklärte der nun schon 35-Jährige am Saisonende seinen Rücktritt. Er half jedoch bis 1957 noch in weiteren zehn Oberligaspielen aus, sodass er am Ende auf 139 Oberligaeinsätze kam. Hinzu kommen mehrere Bezirksauswahl-Spiele. 
Nach seiner Fußballkarriere war Schröder bei der BSG Rotation als Trainer tätig und betreute unter anderem in der Saison 1961/62 auch die 1. Mannschaft, die nach einigen Wirren in der drittklassigen II. DDR-Liga gelandet war. 1986 wurde er mit der höchsten Auszeichnung des DDR-Fußballverbandes, der Ehrenplakette, ausgezeichnet. Der Nachfolgeverein der BSG Rotation, der SV Babelsberg 03, ernannte Karl-Heinz Schröder 1998 zum Ehrenvorsitzenden.